# سد بایانو
سد بایانو (به اسپانیایی: Bayano Dam) یک سد در پاناما است که در Darién Province, Panama واقع شده‌است.